# Canchis
Canchis is een van de dertien provincies in de regio Cuzco, gelegen in het zuidelijk gebergte van Peru. De provincie heeft een oppervlakte van 3999 km² en telt 102.151 inwoners (2015). De hoofdplaats van de provincie is het district Sicuani; dit district vormt eveneens de stad  (ciudad) Canchis.
Voorheen heette deze provincie Tinta. Later, op 14 oktober 1833 werd deze provincie opgedeeld in twee provincies. Deze heette Canchis en de andere werd Canas genoemd. Op 29 augustus 1834 werd Sicuani benoemd als hoofdstad van de provincie.

## Bestuurlijke indeling
De provincie Canchis is verdeeld in acht districten, met elk een burgemeester. De districten zijn, UBIGEO tussen haakjes:
- (080602) Checacupe
- (080603) Combapata
- (080604) Marangani
- (080605) Pitumarca
- (080606) San Pablo
- (080607) San Pedro
- (080601) Sicuani, hoofdplaats van de provincie en is eveneens de stad (ciudad) Canchis
- (080608) Tinta